# The Dancer's Redemption
The Dancer's Redemption è un cortometraggio muto del 1913 diretto da Colin Campbell. Prodotto dalla Selig Polyscope Company e sceneggiato da Gilson Willets, il film aveva come interpreti Bessie Eyton, Tom Santschi, Wheeler Oakman, Frank Clark.

## Trama
Magdalene, una ragazza che balla in un caffè, appena lo vede si innamora di Jack Wilde, un odiato "gringo" che la ricambia. Ma il loro amore viene disapprovato dal padre di lei, spingendola alla disperazione.

## Produzione
Il film fu prodotto dalla Selig Polyscope Company.

## Distribuzione
Distribuito dalla General Film Company, il film - un cortometraggio di una bobina - uscì nelle sale cinematografiche statunitensi il 21 marzo 1913.